# Lesión de Bankart
En ortopedia, la lesión de Bankart es una rotura de la parte anteroinferior del reborde glenoideo o labrum glenoideo de la escápula, a consecuencia de una luxación anterior de hombro. Se produce en aproximadamente el 85% de este tipo de luxaciones.
Se denomina bony Bankart cuando además asocia una fractura de la cavidad glenoidea.
Debe su nombre a Arthur Sydney Blundell Bankart, traumatólogo inglés que vivió entre 1879 y 1951.